# Betsy Ross (film)
Betsy Ross er en amerikansk stumfilm fra 1917 instrueret af Travers Vale og George Cowl.
Filmens hovedrolle, Betsy Ross, spilles af Alice Brady, datter af filmens producent og distributør William A. Brady.

## Medvirkende
- Alice Brady som Betsy Griscom.
- John Bowers som Joseph Ashburn.
- Lillian Cook som Carissa Griscom.
- Victor Kennard som John Ross.
- Eugenie Woodward som Mrs. Ashburn.

## Handling
Betsy Griscome (spillet af Alice Brady) forsøger mod sine kvæker-forældres ønsker at indlade sig hos en britisk officer, Clarence Vernon, der lover at gifte sig med hende, når han vender tilbage. Betsys søster Clarissa gifter sig med handelsmanden Joseph Ashburn. Bowers). Da de mistænker Vernon for forræderi, udkæmper Joseph og Vernon en duel, og Vernon bliver slået ned. Et år senere gifter Betsy sig med John Ross, og efter dennes død driver hun en lille butik. Her hjælper hun søsteren, som blev forvist fra hjemmet, da hun ikke kunne fremvise sin vielsesattest. Betsy bliver bestilt af general Washington til at fremstille det første amerikanske flag og bliver senere anklaget for at huse en spion - i virkeligheden hendes søsters mand. Filmen ender lykkeligt, da alle forviklinger er forklaret.